# مبادرة اللجان الأربع
مبادرة اللجان الأربع هو اقتراح طرحه مبعوث الأمم المتحدة ستافان دي ميستورا في 29 يوليو 2015 كوسيلة لبدء عملية السلام في الحرب الأهلية السورية.
يقترح الاقتراح دعوة الحكومة السورية لتشكيل أربع لجان موضوعية تعالج المخاوف الأساسية من وقف إطلاق النار المحتمل، وإعادة الإعمار، وعملية الانتخابات السياسية، والجيش، والأمن. تتكون اللجان من أشخاص تختارهم الحكومة والمعارضة. لقد وافقت الحكومة على الاقتراح لكنها لم تقدم وعودًا بأي اتفاقيات ملزمة نتيجة لذلك.
وقد استبعدت المعارضة حاليًا تماما التعاون في المبادرة.